# Mahadaga
Mahadaga est une commune rurale située dans le département de Logobou de la province de la Tapoa dans la région de l'Est au Burkina Faso.

## Santé et éducation
Mahadaga accueille un centre de santé et de promotion sociale (CSPS) ainsi qu'un centre de soins privé.